# Idaho
L'Idaho (/ˈaidao/, in inglese , /ˈaɪdəhoʊ/) è uno Stato situato nella parte nord-occidentale degli Stati Uniti d'America (sigla = ID). La sua capitale è Boise.

## Storia
Le tribù amerinde che occupavano i territori che sono ricompresi nello Stato, ai tempi del contatto con gli europei erano gli Shoshoni, i Nasi Forati e i Piedi Neri. I primi europei a occupare sistematicamente il territorio furono molto probabilmente i francesi. L'esploratore francese Pierre De la Verendrye descrisse per la prima volta questo territorio nel 1743, quando attraversò le Montagne Rocciose in prossimità del Parco nazionale di Yellowstone, durante la sua esplorazione finalizzata a raggiungere la costa del Pacifico.
Francesi d'altronde sono i toponimi di buona parte dello Stato, a cominciare dalla capitale, Boise ("bosco").
Uno dei fiumi più importanti, il Payette River, deve il suo nome a un altro francese, tale François Payette, probabilmente un cacciatore franco-canadese. I francesi avevano inquadrato il territorio dell'Idaho all'interno dell'amministrazione territoriale della "Louisiana" (che a quei tempi si estendeva ben oltre i confini dell'omonimo stato attuale, per ricomprendere tutti i territori a ovest del fiume Mississippi). Quando la Louisiana fu venduta nel 1803 da Napoleone per 15 milioni di dollari, i territori corrispondenti all'Idaho ne seguirono la sorte.
Le esplorazioni americane cominciarono due anni dopo, nel 1805, su iniziativa dei due capitani William Clark e Meriwether Lewis, e furono finalizzati soprattutto a gettare le basi dell'attività di alcune compagnie commerciali (la Northwest Fur Company, la Missouri Fur Company, la Pacific Fur Company) attive nel campo delle pelli.
Nel 1818 gli Stati Uniti raggiungono con la Gran Bretagna un accordo di "occupazione congiunta" del territorio dell'Oregon (che allora comprendeva l'Idaho), permettendo sia a cittadini britannici che statunitensi di occupare liberamente la zona.
Nel 1820, un trattato con la Spagna stabilì i confini meridionali al 42º parallelo. Con la Gran Bretagna, nel 1846, si stabilirono i confini settentrionali al 49º parallelo (confini rimasti invariati).
Il primo bianco nato in Idaho fu Eliza Spalding, nel 1837, a Lapwai.
Ma la vera immigrazione di massa cominciò nel 1852, quando i canadesi scoprirono l'oro nel Pend d'Oreille River.
Da allora e fino alla fine della corsa all'oro l'Idaho ricoprirà un ruolo primario, che lo vedrà interessato da un deciso incremento demografico e un potenziamento delle infrastrutture di comunicazione. Furono sfruttate le due principali piste carovaniere per il West: l'Oregon Trail (1804-1860) e la Mullan Trail (1859-1862).
All'epoca l'area dell'Idaho era incorporata nel territorio dell'Oregon; venne poi suddivisa fra Oregon e Stato di Washington, per essere poi annesso allo Stato di Washington.
Nel 1853 fecero il loro arrivo nell'area territoriale dell'Idaho i Mormoni, presenza rilevantissima nello Stato, che chiesero e ottennero un diritto di stanziamento a Fort Lehmi. I contatti fra gli emigranti e le tribù indiane seguirono fasi alterne. Nel 1855 scoppiarono disordini a Fort Boise fra indiani ed europei: il forte venne chiuso per un anno. Nel 1858 si ha notizia del primo scontro fra la tribù dei Bannock e i Mormoni. Molti di essi vennero deportati a Sud, nello Utah.
Il 4 marzo 1863, in piena Guerra Civile americana, Abraham Lincoln riconobbe le aspirazioni locali a organizzarsi come territorio autonomo con un trattato, che fece dell'Idaho un territorio autonomo. La sua capitale venne provvisoriamente posta a Lewiston, e verrà poi definitivamente insediata a Boise (che nel frattempo veniva trasformata da "fortino" in moderna città, grazie a un'imponente opera urbanistica e architettonica) il 7 dicembre 1864.
Nel 1874 viene inaugurata la prima ferrovia, la "Utah Northern", diretta a Franklin.
Il decennio 1870 - 1880 fu insaguinato dalle guerre civili fra indiani ed europei; è il decennio in cui la popolazione passò da circa 15 000 a circa 32 000 abitanti in dieci anni.
Alcune tribù, come i Coeur d'Alene, gli Shoshone, i Paiutes, accettarono lo status definito dalle autorità statali, mentre altre si ribellarono. Nel 1877 scesero sul sentiero di guerra i Nez Perce con il leggendario capo Giuseppe, nel 1878 i Bannock, guidati da Corno di Bufalo, e nel 1879 nuovamente i Bannock, i Paiutes e i Takuarika, in risposta alle ripetute violazioni degli accordi di riserva, stipulati con il governo federale degli Stati Uniti.
Il 3 luglio 1890 l'Idaho divenne il 43º Stato a federarsi negli Stati Uniti d'America. La sua popolazione era di oltre 80 000 abitanti, due volte e mezzo quella di dieci anni prima. All'inizio secolo sarà di oltre 160 000.

## Geografia
L'Idaho occupa una porzione continentale degli Stati Uniti nord-occidentali e confina a nord con la provincia canadese della Columbia Britannica, a ovest con gli Stati di Washington e Oregon, a sud-ovest con il Nevada, a sud-est con lo Utah a est con il Wyoming e a nord-est con il Montana.
Il suo territorio offre una delle più grandi aree naturali pressoché intatte di tutti gli Stati Uniti - nonché la prima area protetta dall'inquinamento luminoso negli USA, la Central Idaho Dark Sky Reserve - ed è caratterizzato dalla presenza delle Montagne Rocciose che coprono quasi per intero la superficie dello Stato, realizzando un paesaggio ricco di massicci montuosi, rapide, laghi e canyon.
La cima più alta dell'Idaho (3.859 m s.l.m.) è il Borah Peak nelle Lost River Mountains a nord di Mackay.
Le acque del fiume Snake scorrono attraverso l'Hells Canyon, più in profondità di quanto non avvenga nel Grand Canyon. I fiumi più importanti di questo stato sono il fiume Snake, il Clearwater e il Salmon.
Le Shoshone Falls sono cascate che coprono un dislivello maggiore delle Cascate del Niagara.

### Clima
L'Idaho presenta una certa diversità climatica all'interno del suo territorio. Sebbene disti 500 km dall'Oceano Pacifico, l'influenza marittima è comunque presente specie in inverno quando la copertura delle nuvole, l'umidità e le precipitazioni raggiungono i livelli più elevati. Quest'influenza sortisce un effetto mitigatore sui caratteri tipici dell'inverno che così non raggiunge le temperature rigide che ci si potrebbe aspettare in un territorio con un'altitudine così elevata. Questi effetti sono meno accentuati nella parte sud-occidentale dello Stato dove il quadro delle precipitazioni volge spesso verso estati più umide e inverni più secchi con escursioni termiche stagionali più evidenti delineando dunque un clima decisamente più continentale.
Le estati nell'Idaho possono presentarsi molto calde, benché lunghi periodi con la temperatura massima oltre i 38 °C siano rari. La bassa umidità relativa rende più temperato il clima dei mesi estivi tanto che, in quasi tutto lo stato, le maggiori escursioni termiche giornaliere si verificano proprio nel periodo estivo. Gli inverni sono freddi, sebbene estesi periodi di freddo intenso con temperature stabilmente inferiori a -18 °C (0 Fahrenheit) siano inusuali.

## Origini del nome
Il nome dell'Idaho potrebbe essere stato il risultato di una burla. Quando si doveva scegliere un nome per il nuovo territorio, l'eccentrico lobbista George M. Willing suggerì "Idaho", un termine dei nativi americani che sostenne significasse "perla delle montagne". Venne poi rivelato che Willing si era inventato il nome, e l'originale Territorio dell'Idaho venne ribattezzato "Colorado". Secondo l'Online Etymology Dictionary il nome potrebbe derivare dalla parola apache idaahe, che significa nemico, nome con cui i Comanche chiamavano le tribù del territorio. 
Alla fine la controversia venne abbandonata, e l'odierno Idaho riottenne il nome inventato quando il "Territorio dell'Idaho" venne creato formalmente nel 1863.

## Società

### Evoluzione demografica
Secondo i dati del 2005, l'Idaho ha una popolazione stimata di 1 429 096 abitanti, equivalente a un incremento di 33 956 individui, corrispondenti al 2,4% in più dell'anno precedente e un più generale aumento di 135 140 abitanti (o 10,4% in più) dal 2000. Scendendo maggiormente in dettaglio, le cifre si riferiscono a un incremento naturale di popolazione pari a 58 884 persone (ovvero 111 131 nati contro 52 247 morti) e a un tasso d'immigrazione netto di 75 795 individui. L'immigrazione proveniente da paesi al di fuori degli USA ha dato vita a un incremento netto di 14 522 abitanti, mentre l'immigrazione da altri stati dell'Unione ha prodotto un aumento di 61 273 persone. Tutto ciò fa dell'Idaho il sesto Stato in termini di crescita demografica dal 2000, dopo Arizona, Nevada, Florida, Georgia, e Utah. Dal 2004 al 2005 l'Idaho si è piazzato al terzo posto, sorpassato solamente dal Nevada e dall'Arizona.
Nampa, la seconda città più grande dello Stato, ha assistito in particolare a una forte crescita negli ultimi anni. Secondo le ultime stime del censimento, Nampa ha visto crescere la sua popolazione del 22,1% raggiungendo quasi 65 000 abitanti nel periodo 2000-2003. Nel 2007, la popolazione cittadina è stata calcolata di circa 84 000 individui. Una crescita del 5% nello stesso periodo si è avuta a Caldwell, Coeur d'Alene, Meridian, Post Falls e Twin Falls.
Dal 1990 la popolazione dell'Idaho è aumentata di 386 000 abitanti (38%).
L'Area Metropolitana di Boise (ufficialmente conosciuta come "Città di Boise-Nampa") è la più grande dell'Idaho. Altre aree metropolitane sono, nell'ordine: Coeur d'Alene, Idaho Falls, Pocatello e Lewiston.
Secondo le stime del 2006, nello Stato sono presenti sei aree statistiche micropolitane. Twin Falls è la più grande.
Il centro di popolazione è localizzato nella Contea di Custer, nel paese di Stanley.
Le origini principali degli abitanti dello Stato sono, nell'ordine: tedesca (18,9%), inglese (18,1%), irlandese (10%), statunitense (8,4%), norvegese (3,6%), svedese (3,65%).
Vi si trovano le seguenti riserve di nativi americani: Cascade, Deadwood, Deer Flat, Arrow Rocks, Little Canas, Island Park, Walcott, Blackfoot River, American Falls, Shoshone Falls.

### Città più popolose
Lo Stato dell'Idaho conta 200 comuni, la città più popolosa nonché capitale è Boise, quello che segue è un elenco delle dieci città più popolose:
1. Boise 228 790 abitanti
2. Meridian 117 635 abitanti
3. Nampa 110 951 abitanti
4. Idaho Falls 67 723 abitanti
5. Pocatello 57 730 abitanti
6. Coeur d'Alene 56 733 abitanti
7. Caldwell 54 660 abitanti
8. Twin Falls 54 300 abitanti
9. Post Falls 44 194 abitanti
10. Lewiston 34 896 abitanti

## Economia
Il PNL dello Stato nel 2004 è risultato essere di 43,6$ miliardi. Il reddito pro capite nello stesso anno era di 26 881$. L'Idaho è un importante stato agricolo, producendo quasi un terzo di tutte le patate coltivate negli Stati Uniti.
Le industrie principali sono quelle alimentari, del legname, meccaniche, chimiche, cartiere, elettroniche, miniere d'argento e infine il turismo. La più grande fabbrica del mondo per la preparazione del formaggio utilizzato nella produzione di sottilette si trova a Gooding. Ha una capacità di 120 000 tonnellate di formaggio all'anno e appartiene al Gruppo Glanbia. L'Idaho National Laboratory (INL), un laboratorio governativo per la ricerca sull'energia nucleare ha un ruolo importante nell'economia dell'Idaho orientale. Lo Stato ospita anche tre impianti di produzione della Anheuser-Busch, che provvedono alla fornitura di gran parte del malto destinato alle birrerie di tutta la nazione.
L'industria più sviluppata in Idaho è quella legata al settore scientifico e tecnologico. Essa contribuisce a più del 25% di tutte le entrate statali e costituisce il 70% di tutte le esportazioni. L'economia industriale dell'Idaho è in piena crescita, soprattutto grazie ai prodotti ad alta tecnologia che ne stimolano l'espansione. Sin dai tardi anni settanta, Boise è emersa come un centro per la produzione di semiconduttori. Boise è anche la sede della Micron Technology Inc., l'unica fabbrica degli Stati Uniti di chip DRAM. Anche la Hewlett-Packard ha posto qui un grande impianto produttivo fin dal 1970, fabbricando principalmente stampanti laser. A Twin Falls la Dell ha un call center per il servizio supporto clientela. La AMI Semiconductors, il cui quartier generale è localizzato a Pocatello, è riconosciuta da molti essere il leader nella produzione di semiconduttori a segnale misto e di prodotti digitali. Coldwater Creek, una casa di moda femminile, è situata a Sandpoint.
L'imposta statale sulle persone spazia da un'aliquota dell'1,6% a una del 7,6% divise in otto scaglioni. Gli abitanti dell'Idaho possono richiedere sussidi a causa di imposte pagate ad altri Stati o di donazioni fatte a istituti educativi dell'Idaho, a enti no profit e a strutture per la riabilitazione giovanile. L'imposta statale sui consumi è del 6% e si applica alla vendita, l'affitto o alla concessione di proprietà personali tangibili e ad alcuni servizi. I generi alimentari sono tassati ma non lo sono le spezie. Gli hotel, i motel, e i campeggi sono soggetti all'aliquota più alta d'imposta (7% o 11%). Alcune giurisdizioni possono imporre differenze locali sulle imposte ai consumi.
L'Idaho ha una lotteria di stato che, dal 1990, contribuisce con 335 milioni di dollari al finanziamento di tutti gli istituti d'istruzione pubblici.

## Religione
- Cristiani: 84%
  - Protestanti: 42%
  - Mormoni: 23%
  - Cattolici: 18%
  - Altri Cristiani: 1%
- Altro: 2%
  - Altre religioni: 2%
- Non affiliati: 14%
  - Credenti senza affiliazione: 2%
  - Atei: 5%
  - Agnostici: 7%